# Kassander

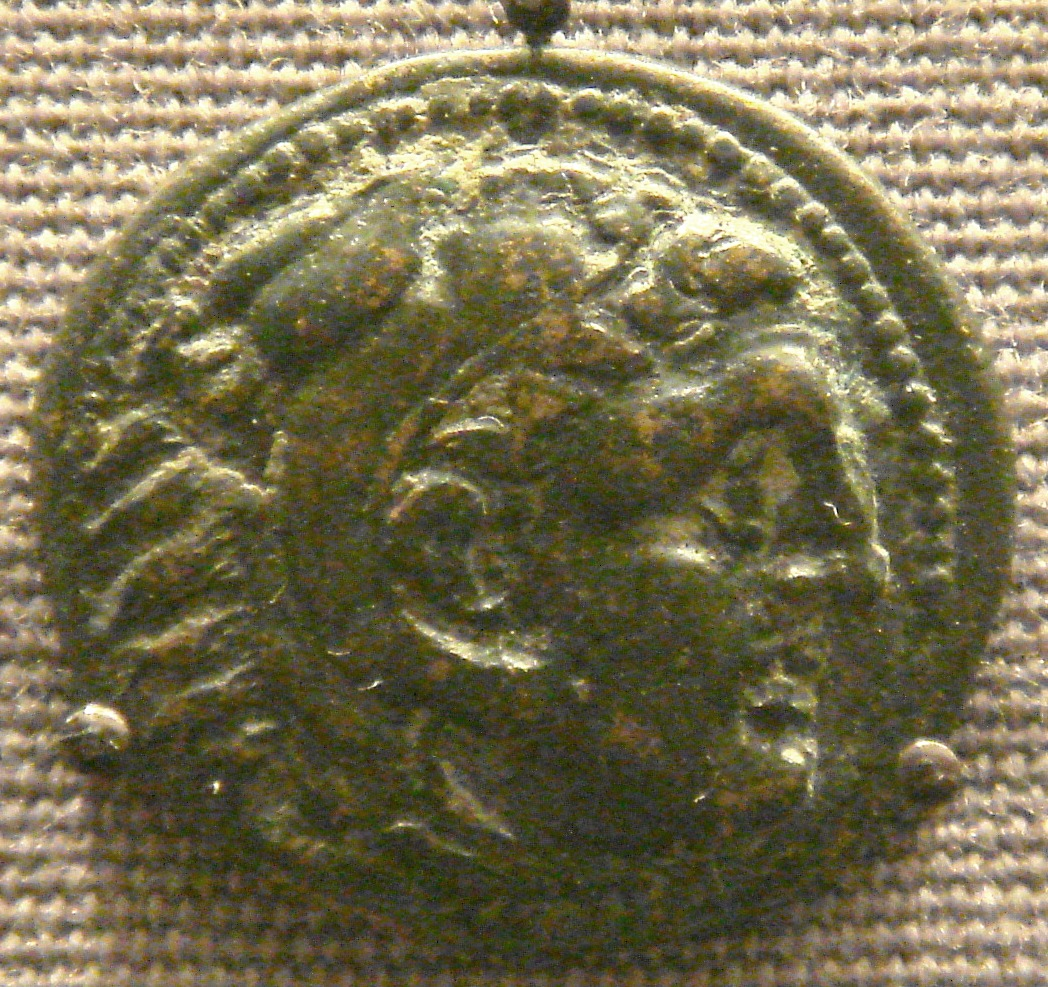
Münze des Kassander, Porträt Alexanders des Großen (London, British Museum)

Kassander (altgriechisch Κάσσανδρος Kássandros; * um 350 v. Chr.; † 297 v. Chr.) war ein makedonischer Feldherr und einer der wichtigsten Diadochen (Nachfolger) Alexanders des Großen. In der Zeit der Diadochenkriege beseitigte er die alte Herrscherdynastie der Argeaden, machte sich selbst zum König von Makedonien und begründete die Dynastie der Antipatriden.

## Frühe Jahre
Kassander war der älteste von mehreren Söhnen des Antipatros. Er nahm nicht am Asienfeldzug Alexanders teil. Für den abwesenden König Alexander führte Kassanders Vater in Makedonien die Regentschaft. Dadurch zogen die Antipatriden den Hass der Königinmutter Olympias auf sich, welche von der Regentschaft ausgeschlossen war und aus ihrem Exil in Epirus (ihrer eigentlichen Heimat) gegen sie konspirierte. Kassander wurde 324 v. Chr. von seinem Vater nach Babylon entsandt, wo er vor Alexander seinen Vater gegen die Anklagen der Olympias verteidigte. Trotzdem hatten ihre Vorwürfe dafür gesorgt, dass Krateros mit königlichen Vollmachten ausgestattet und mit den Veteranen nach Makedonien befohlen wurde. Als kurz darauf Alexander starb, war für Olympias klar, dass die Familie Antipaters ihn ermordet hatte.
Über Kassander ist während des ersten Diadochenkrieges gegen den Reichsregenten Perdikkas nichts überliefert. Sein Vater Antipatros ging aus diesen Kämpfen als Sieger hervor und wurde auf der Konferenz von Triparadeisos (320 v. Chr.) zum neuen Regenten des Alexanderreichs ernannt. Kassander wurde dabei dem neuen Strategen von Asien, Antigonos Monophthalmos, als dessen General der Reiterei zur Seite gestellt. Er kehrte jedoch mit nach Makedonien zurück, wo der Vater kurz nach der Ankunft 319 v. Chr. starb.

## Zweiter Diadochenkrieg gegen Polyperchon
Antipater hatte den alten Veteranen und Freund Polyperchon zu seinem Nachfolger als Reichsregent bestimmt, sein Sohn sollte dem neuen Regenten als Chiliarch (Wesir) zur Seite stehen. Kassander fühlte sich gemäß der gängigen makedonischen Tradition übergangen und floh nach Asien, wo er sich mit Antigonos Monophthalmos, Lysimachos und Ptolemaios gegen Polyperchon verbündete. Er selbst verfügte mit den griechischen Städten (Poleis), in denen von seinem Vater eingesetzte oligarchische Regime existierten, über eine eigene Machtbasis. Polyperchon ließ deshalb die Freiheit aller Griechenstädte verkünden, in der Hoffnung, sie so gegen Kassander gewinnen zu können. Dies hatte in Athen den Sturz der Oligarchen unter Phokion durch eine demokratische Bewegung zur Folge, die sich an Polyperchon anlehnte. Ferner verbündete sich der Regent mit Olympias und dem Perdikkaner Eumenes von Kardia, der bereits gegen Antigonos in Asien kämpfte.
Im Frühjahr 317 v. Chr. konnte Kassander mit einer Flotte von Kleinasien kommend in den Piräus einlaufen, dessen Kommandant Nikanor zu ihm übergegangen war. Nachdem Polyperchon im Sommer 317 v. Chr. trotz größter Anstrengungen bei der Belagerung von Megalopolis scheiterte und dessen Admiral Kleitos der Weiße vor Byzantion unterlag, gingen mehrere Städte zu Kassander über. Im Herbst 317 v. Chr. konnte er schließlich Athen wieder einnehmen, wo er erneut ein oligarchisches Regime mit Demetrios von Phaleron an dessen Spitze installierte. Zur Sicherung seiner Herrschaft ließ Kassander eine Besatzung auf der Munychia zurück. Dieser Erfolg verschaffte Kassander auch in Makedonien neue Anhänger. Aus der königlichen Familie verbündete sich Eurydike, die ehrgeizige Ehefrau des geistesschwachen Königs Philipp III. Arrhidaios, mit ihm, von der er zum neuen Reichsregenten ernannt wurde. Daraufhin kehrte Olympias aus Epirus nach Pella zurück und ermordete König Philipp III. Arrhidaios und Eurydike. Ihrer Rache fiel auch Kassanders Bruder Nikanor zum Opfer, zugleich wurde das Grab des vermeintlichen Alexandermörders Iolaos geschändet. Kassander brach die Belagerung von Tegea ab und marschierte sofort gegen Makedonien. Weil die Ätoler im Auftrag Polyperchons die Thermophylen abgeriegelt hatten, setzte er mit einer Flotte von Euböa nach Thessalien über, schnitt so seinen Feind von Makedonien ab und schloss Olympias in Pydna ein.
Nachdem ein Entsatzheer des Königs Aiakides von Epirus zum Teil gemeutert hatte und auch Polyperchon nicht zu einem Befreiungsversuch in der Lage war, ergab sich die isolierte und mit Verproviantierungsproblemen kämpfende Olympias im Frühling 316 v. Chr. Obwohl Kassander ihr Gnade zusicherte, ließ er sie umgehend hinrichten. Somit fiel ihm ganz Makedonien fast kampflos in die Hände, Polyperchon zog sich geschlagen auf den Peloponnes zurück. Den unmündigen König Alexander IV. Aigos und dessen Mutter Roxane ließ Kassander in Amphipolis unter Hausarrest stellen. Etwa gleichzeitig siegte Antigonos Monophthalmos in Asien über Eumenes in der Schlacht von Gabiene, wodurch der zweite Diadochenkrieg erneut mit einer Niederlage der offiziellen Vertreter der Reichsverfassung gegenüber den Opponenten endete.

## Dritter Diadochenkrieg gegen Antigonos
Kassander war nun Herr über Makedonien und etablierter Regent des Alexanderreichs. Seine Macht festigte er durch die Heirat mit Thessalonike, einer Schwester Alexanders, den Wiederaufbau von Theben und die Gründung von Thessaloniki, wo er die Bevölkerung von Potidaia ansiedelte. In aufwendigen Feierlichkeiten ließ er Philipp III. Arrhidaios, Eurydike und Kynane bestatten, womit er zugleich die Legitimität von König Alexander IV. Aigos weiter untergrub.
Kassander fühlte sich allerdings nun von seinem ehemaligen Verbündeten Antigonos Monophthalmos bedroht, der faktisch unumschränkt über Asien herrschte und dabei mehrmals seine Autorität als Reichsregent in Frage stellte. Als sich Kassander mit Ptolemaios und Lysimachos verband, ließ sich Antigonos zum neuen Reichsregenten gegen ihn ausrufen. Damit wurde der dritte Diadochenkrieg eröffnet. Um Kassander in Europa zu binden, griff Antigonos die Politik des Polyperchon auf und proklamierte 315 v. Chr. vor Tyros die Freiheit der Griechen. Ein antigonidisches Heer landete kurz darauf auf dem Peloponnes, wo es sich mit Polyperchon zusammenschloss. Kassander marschierte sofort dem Feind entgegen, nahm den Hafen von Korinth und eroberte Arkadien. In Argos hielt er darauf die Nemeischen Spiele ab und zog sich nach Makedonien zurück. Seine Eroberungen gingen im Anschluss wieder an Polyperchon verloren.
Um seinen Gegner zu schwächen, gelang es Kassander, Alexander, den Sohn des Polyperchon, zum Seitenwechsel zu bewegen, wodurch er Sikyon und Korinth gewann. 314 v. Chr. errang er die Herrschaft über die Epiroten und Illyrer, indem er Leukas und Apollonia eroberte. Anschließend siegte er in einem Gefecht gegen Glaukias, unter dessen Schutz der junge Pyrrhos stand, und nahm Epidamnos ein. In der Ägäis musste Kassander eine Niederlage hinnehmen, nachdem die Eroberung von Lemnos gescheitert war; ebenso verlor er ein Heer an der Küste Kariens. Auch in Griechenland musste er Rückschläge hinnehmen, nachdem dort die antigonidischen Generäle Telesphoros und Ptolemaios gelandet waren. Aitolien, Böotien und Euböa gingen in der Folge verloren, nur Attika blieb unter seiner Kontrolle. Einzig im Sommer 313 v. Chr. konnte ein Rückeroberungsversuch des Aiakides in Epirus von Kassanders Bruder Philippos erfolgreich verhindert werden. Am Hellespont stattfindende Friedensverhandlungen (zwischen Kassander und Antigonos persönlich) schlugen fehl. Im Jahr 312 v. Chr. revoltierten erfolgreich die Epiroten gegen Kassander und erhoben Alketas II. zu ihrem König. Kassander schloss mit ihm einen Frieden, um sich erneut gegen Apollonia zu wenden, das sich von ihm losgesagt hatte. Die Belagerung dieser Stadt erwies sich aber als verlustreich und musste erfolglos abgebrochen werden.
Als sich im Jahr 311 v. Chr. die Kräfte der Kriegsgegner erschöpft hatten, einigte man sich auf einen allgemeinen Frieden (Diadochenfrieden). Kassander gab die Reichsregentschaft zu Gunsten des Antigonos auf, wurde aber von diesem als Stratege und damit faktisch als Herrscher in Makedonien anerkannt. Die zugleich geforderte Anerkennung der Freiheit der Griechen blieb nur eine Formsache. Die Einheit des Alexanderreichs wurde in diesem Frieden erneut erschüttert, da sich die Diadochen faktisch als souveräne Herren ihrer Machtbereiche anerkannten. Nur im Königtum blieb der Gedanke der Einheit noch gewahrt. Dazu wurde beschlossen, dass dem zwölfjährigen König Alexander IV. Aigos beim baldigen Erreichen seiner Mündigkeit die volle Regierungsgewalt übertragen werden sollte. In der späteren historischen Forschung wurde dieser Zusatz als eine verdeckte Aufforderung der Vertragspartner an Kassander angesehen, sich dieser Angelegenheit anzunehmen. Kurz darauf ließ er den König und dessen Mutter in Amphipolis in aller Stille ermorden. Das makedonische Königtum hörte damit einstweilen auf zu bestehen. Im Jahr 309 v. Chr. schloss Kassander auch mit seinem alten Gegner Polyperchon einen Frieden, dem er den Peloponnes überließ. Polyperchon beseitigte dafür vertragsgemäß den unehelichen Alexandersohn, Herakles, und dessen Mutter Barsine.

## Vierter Diadochenkrieg und Erhebung zum König

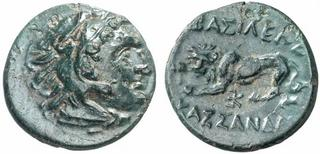
Münze des Kassander mit der Prägung ΒΑΣΙΛΕΩΣ ΚΑΣΣΑΝΔΡΟΥ

Kassanders Position in Griechenland wurde 309 v. Chr. unerwartet gestärkt, nachdem der Feldherr Ptolemaios seinen Onkel Antigonos verriet und das Land verließ. Kassander konnte augenblicklich wieder die Kontrolle über mehrere Städte an sich bringen. Antigonos entsandte deshalb 307 v. Chr. seinen Sohn Demetrios Poliorketes nach Griechenland, der in kürzester Zeit Megara und Athen einnehmen und dort demokratische Regierungen einsetzen konnte. Dies nutzten die Epiroten aus, um sich vom Einfluss Kassanders zu befreien. Sie ermordeten ihren König und riefen Glaukias mit dem jungen Pyrrhos in ihr Land. Die Bedrohung durch Demetrios machte es Kassander unmöglich, dies zu verhindern.
Stattdessen ging er erneut eine Allianz mit Lysimachos und Ptolemaios ein, aber 306 v. Chr. siegte Demetrios in der Doppelschlacht von Salamis (Zypern) über Letzteren, worauf Antigonos sich zum König in der Nachfolge Alexanders des Großen erheben ließ. Als aber Antigonos 305 v. Chr. bei der Eroberung Ägyptens scheiterte, nahmen Kassander und seine Verbündeten ebenfalls den Königstitel (Basileus) an, um Antigonos’ Ansprüchen entgegenzuwirken. Während Demetrios mit der Belagerung von Rhodos beschäftigt war, unternahm Kassander seinerseits den Versuch, Athen zurückzuerobern. Als aber Demetrios 304 v. Chr. nach Griechenland zurückkehrte, musste er dieses Vorhaben abbrechen und sich fluchtartig nach Makedonien zurückziehen. Er verlor in der Folgezeit jeden Einfluss in Griechenland, als sich Böotien und Aitolien mit Demetrios verbündet hatten.
Die enormen Rüstungen des Demetrios bis zum Jahr 302 v. Chr. bedrohten zunehmend Kassanders Überleben. Er ermutigte Lysimachos zu einem offensiven Vorgehen gegen Antigonos in Kleinasien, schickte ihm dafür seinen Bruder Pleistarchos mit einem Heer als Unterstützung zu. In dieser Lage begann Demetrios seine Offensive gegen Makedonien. Eilends besetzte Kassander die Thermophylen, aber Demetrios landete mit einer Flotte und einem weit überlegenen Heer in seinem Rücken bei Larissa. Er zog dem Gegner sofort entgegen und stand ihm am Othrys gegenüber. Bevor es aber zur Schlacht kam, wurde Demetrios von seinem Vater nach Asien zum entscheidenden Kampf gerufen. Dadurch begünstigt, brachte Kassander Thessalien wieder unter seine Kontrolle und vertrieb Pyrrhos aus Epirus.
Währenddessen errang die Allianz der Könige mit der Unterstützung des Seleukos den entscheidenden Sieg in der Schlacht von Ipsos; Antigonos fiel und Demetrios floh auf die See.

## Letzte Jahre und Urteil

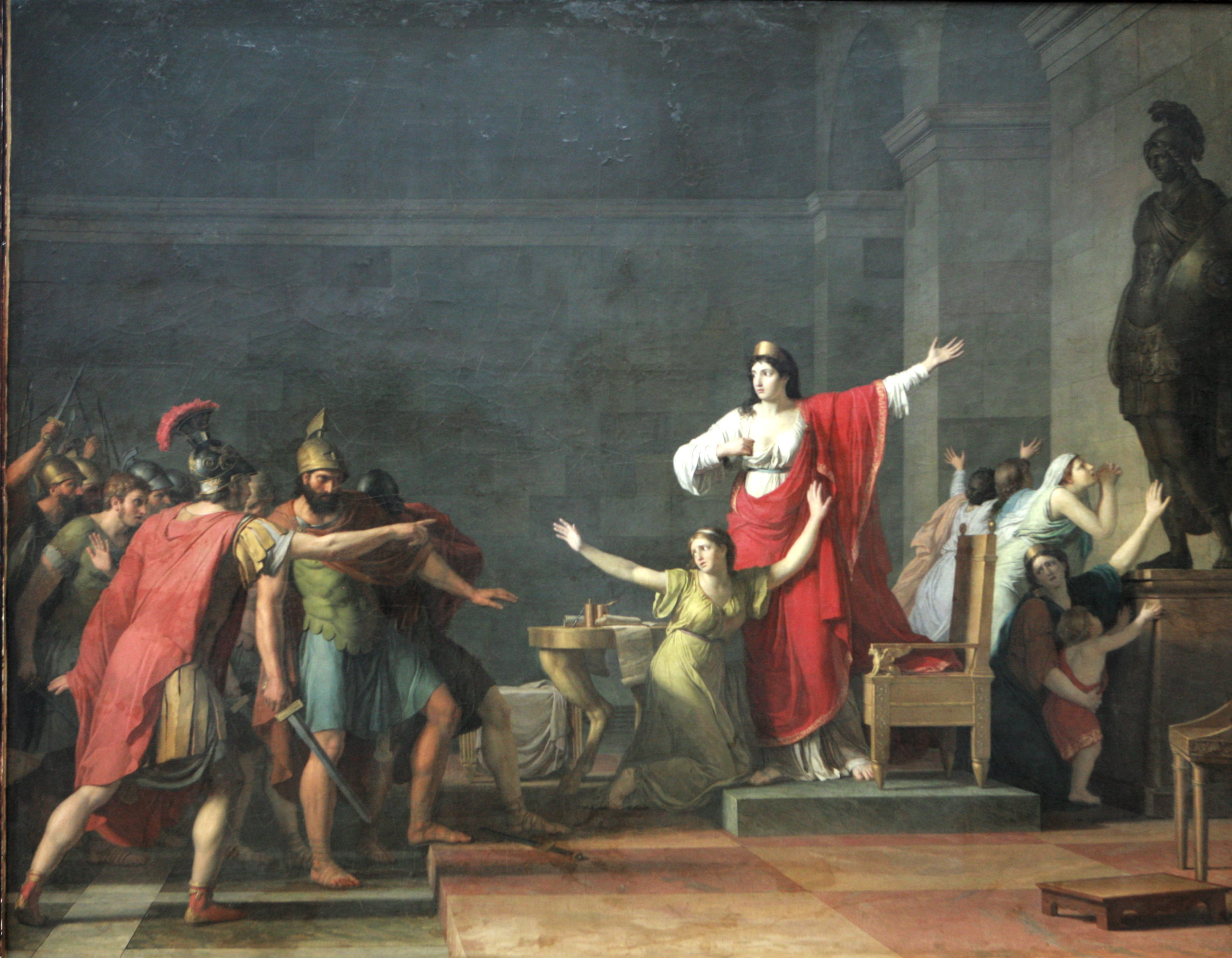
Jean-Joseph Taillasson (1745–1809): Kassander und Olympias, Öl auf Leinwand, 1799, Musée des beaux-arts de Brest.

Die Niederlage der Antigoniden befreite Kassander von seiner größten Bedrohung. Auf die Nachricht vom Sieg marschierte er 300 v. Chr. wieder nach Griechenland, um seine alten Positionen erneut zu übernehmen. Doch obwohl sich Athen von Demetrios losgesagt hatte, war die Stadt nicht bereit, wieder unter Kassanders Hoheit zu fallen. Athen hatte sich daher schnell mit dem aitolischen Bund zusammengeschlossen, was ihn zur Aufgabe der Belagerung von Elateia zwang. Seinen Einfluss in Athen konnte Kassander nur durch den Tyrannen Lachares wieder geltend machen, der sich außenpolitisch an Makedonien angelehnt hatte.
Kassander starb 297 v. Chr. an der Wassersucht. Aus seiner Ehe mit Thessalonike hatte er drei Söhne (Philipp IV., Antipatros I. und Alexander V.), die sich um die Nachfolge gegenseitig bekämpften und Makedonien in eine Zeit der Anarchie führten. Erst der Antigonide Antigonos II. Gonatas konnte wieder eine stabile Königsherrschaft etablieren.
Von der geschichtlichen Überlieferung wurde Kassander stark negativ charakterisiert. Besonders seine Skrupellosigkeit bei der Ermordung des Kindkönigs Alexander IV. Aigos und der restlichen königlichen Familie trugen hierzu bei. Der deutsche Historiker Johann Gustav Droysen beschrieb ihn als egoistisch, rücksichtslos und tyrannisch, erkannte in ihm aber auch eine hohe Willenskraft und Bildung, wodurch Kassander dem von Machiavelli beschriebenen Fürsten nahe komme. (Droysen: Geschichte des Hellenismus. 2. Band, viertes Buch)

## Rezeption
In dem amerikanischen Spielfilm Alexander aus dem Jahr 2004 (Regie: Oliver Stone) wurde die (historisch unkorrekte) Rolle des Kassander von Jonathan Rhys Meyers dargestellt.